# Den stora kärleken (dokumentärfilm)
Den stora kärleken är en dokumentärfilm som visades på SVT i september 2013.
Filmen är skapad av Sebastian Ringler.
Dokumentärfilmen handlar om Gunnar Holma 35 år som attraherades mer av mulliga tjejer än av smala tjejer.